# ラジオゾンデ

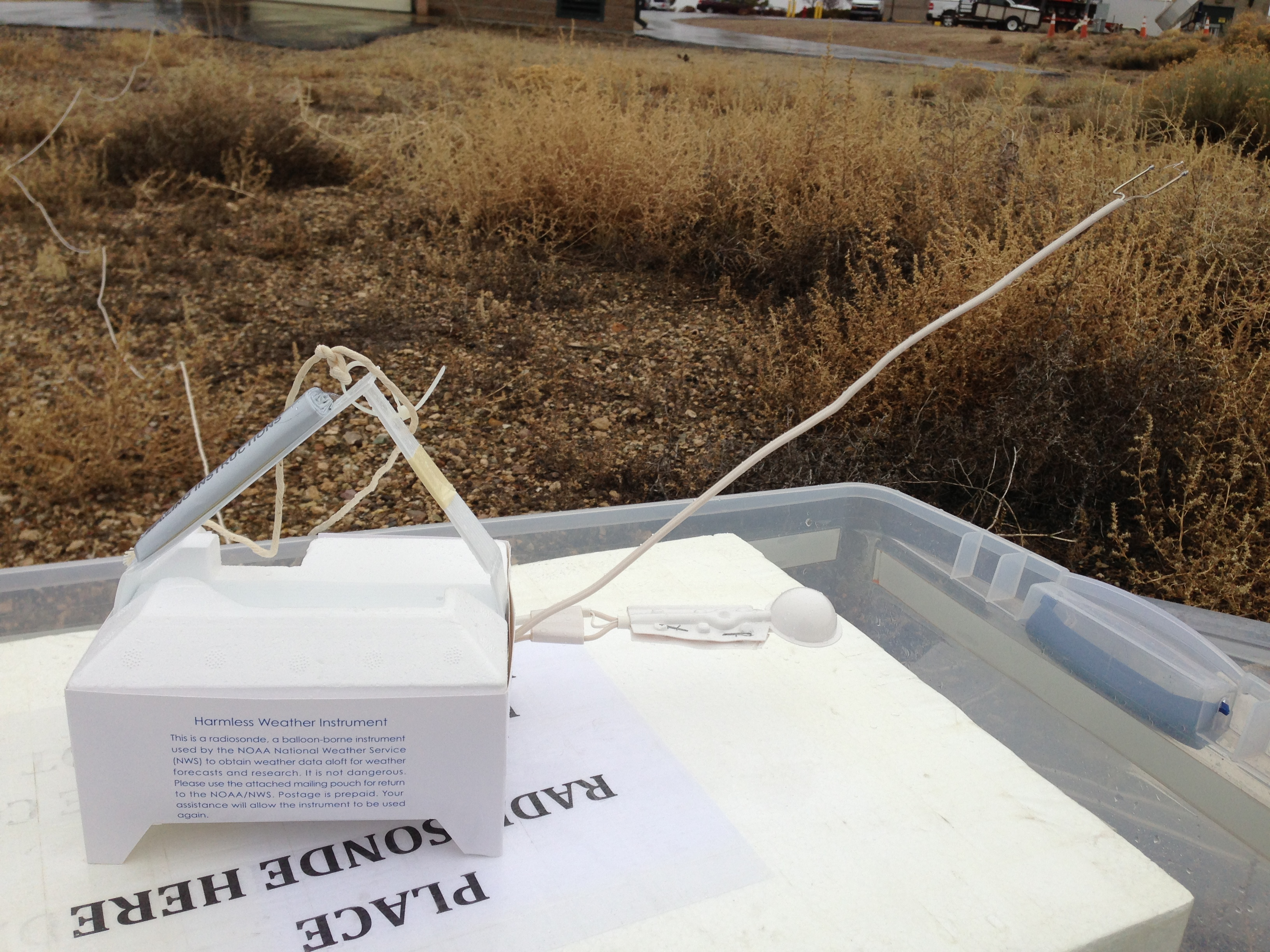
気球に取り付けられる直前のラジオゾンデ（米国での一例）

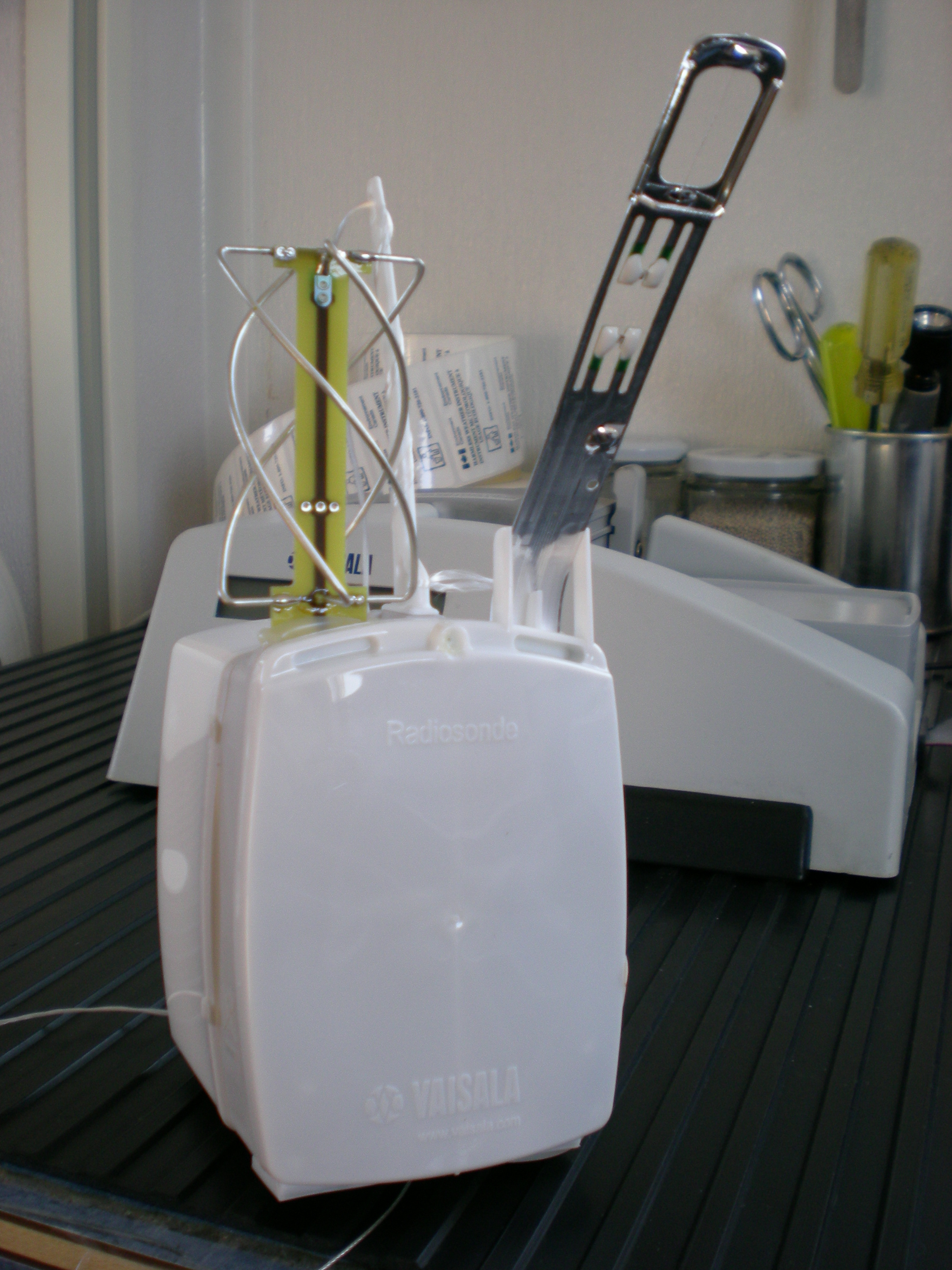
GPSゾンデの一例（カナダ）。写真のタイプのサイズは220 × 80 ×75 mm。後方には地上での動作チェックおよび湿度調整機能をそなえた装置が見える。

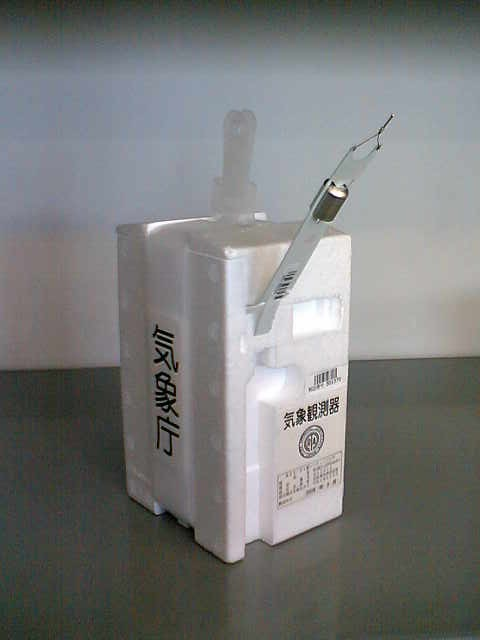
かつて日本の気象庁で多用されていたRS2-91型レーウィンゾンデ

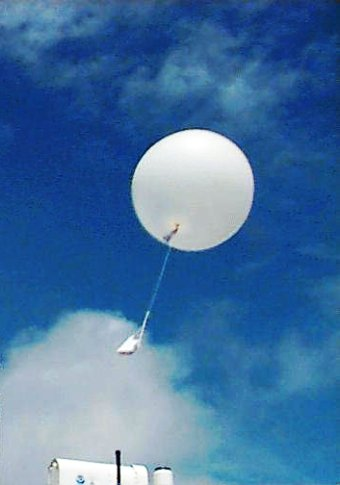
気球とともに上昇してゆくラジオゾンデ

ラジオゾンデ（仏: radiosonde、英: radiosonde）とは、気球に取り付けて飛ばし、高層大気の気温・湿度・気圧などを測定し、測定値を無線で地上に送信する装置。

## 概要
地上にいながらにして上空、高度およそ30kmまでの気温、湿度、気圧などのデータを得るために、主にゴム気球にとりつけて飛ばされる無線機付き気象観測機器のことである。高層気象観測装置の一種であり、またテレメトリ装置の一種とも言える。
「radiosonde」という名称は、発明者のフランス人ロベール・ビュローによる造語で、「ラジオ」はフランス語や英語等々で無線電波、「ゾンデ」はドイツ語やフランス語で探針のことである。英語でもradiosondeと呼ばれるのが一般的。

### 分類・種類
気球につけて飛ばし高層気象のデータを電波で地上に送信する装置全般を総称して「ラジオゾンデ」と呼ぶが、観測できるデータの種類などによってさまざまに下位分類されている。→#分類・種類

### 構成・構造
ラジオゾンデは主に計測機器、センサー類、無線送信機の電子回路基板、電池、送信用アンテナなどから構成される。普通は温度計と湿度計はラジオゾンデから突き出たアームに取り付けられており、気圧計や無線送信機、電池などはラジオゾンデの本体内部に配置される。電池は小型の積層電池、注水電池（塩化銀電池）、リチウム一次電池が用いられる。これらは環境負荷の少ないものが選定・使用されている。なお半導体が普及する以前は、小型の真空管を用いた回路を使用していた。

### ラジオゾンデによる観測の流れ
ラジオゾンデは水素ガスなどを詰めたゴム気球につるされた状態で放たれ飛揚し、1分間に 300～400mほどの速度で上昇しながら、上空の気温、湿度、気圧などを観測したデータを周波数403.3MHz～405.7MHzの100kHz間隔・1673MHz・1680MHz・1687MHzで信号形式で送信する。それを地上で受信機を用いて受信し、データを解読・解析する。600gのゴム気球を用いた場合、約90分で上空30km程度に達すると気球の膨張が限界に達して破裂し、ラジオゾンデはパラシュートで地上に降下し、観測を終了する。
多くは使い捨てだが、修理した方が安く上がるのであれば回収されたゾンデを修理して使用する（この場合、ケースには放出者の連絡先と「本機を拾得された方は御連絡下さい」などの文言が書かれる）。

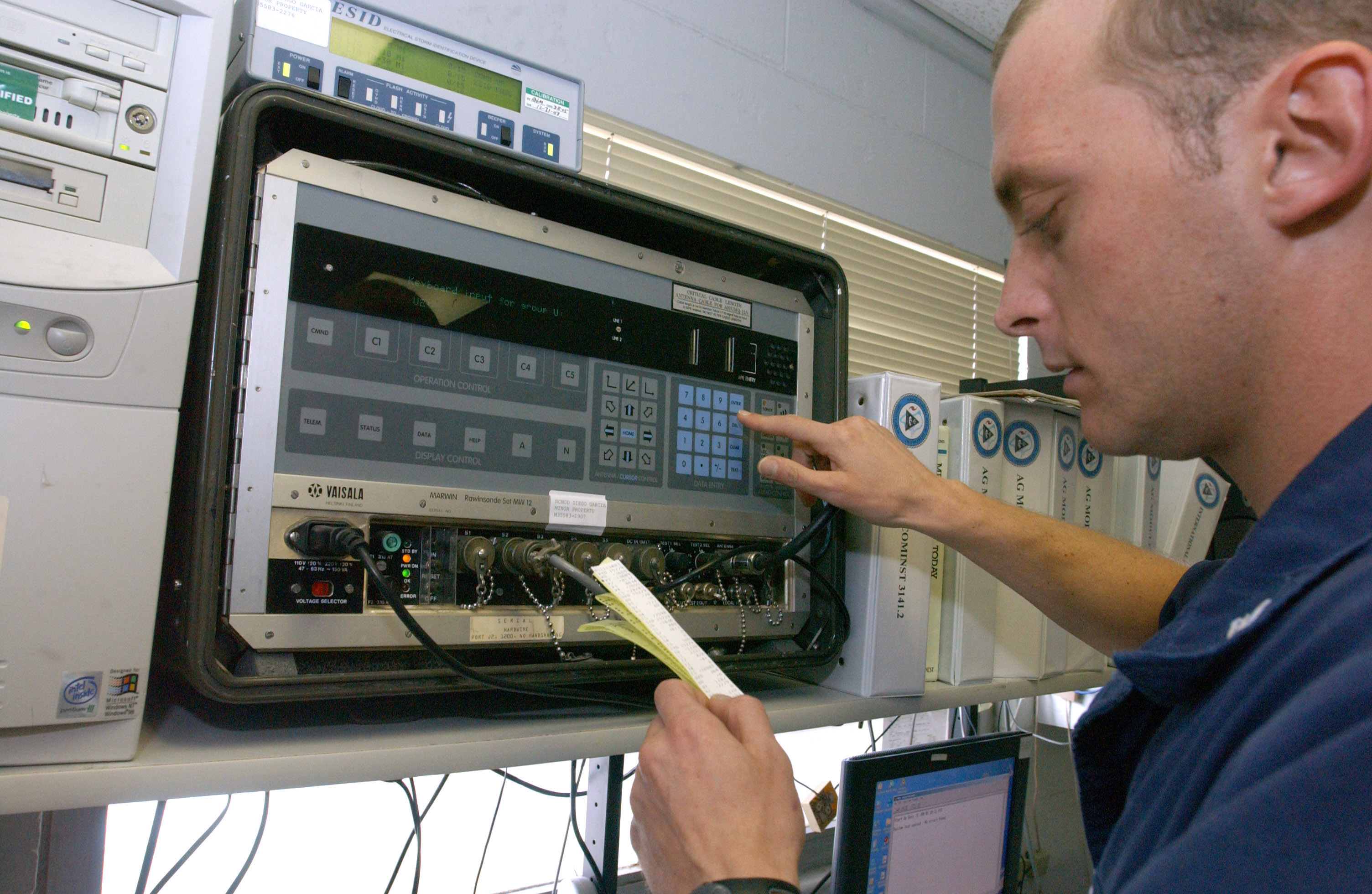
ラジオゾンデを放つ前に、まず受信機に必要な設定をする気象担当者（米国海軍）
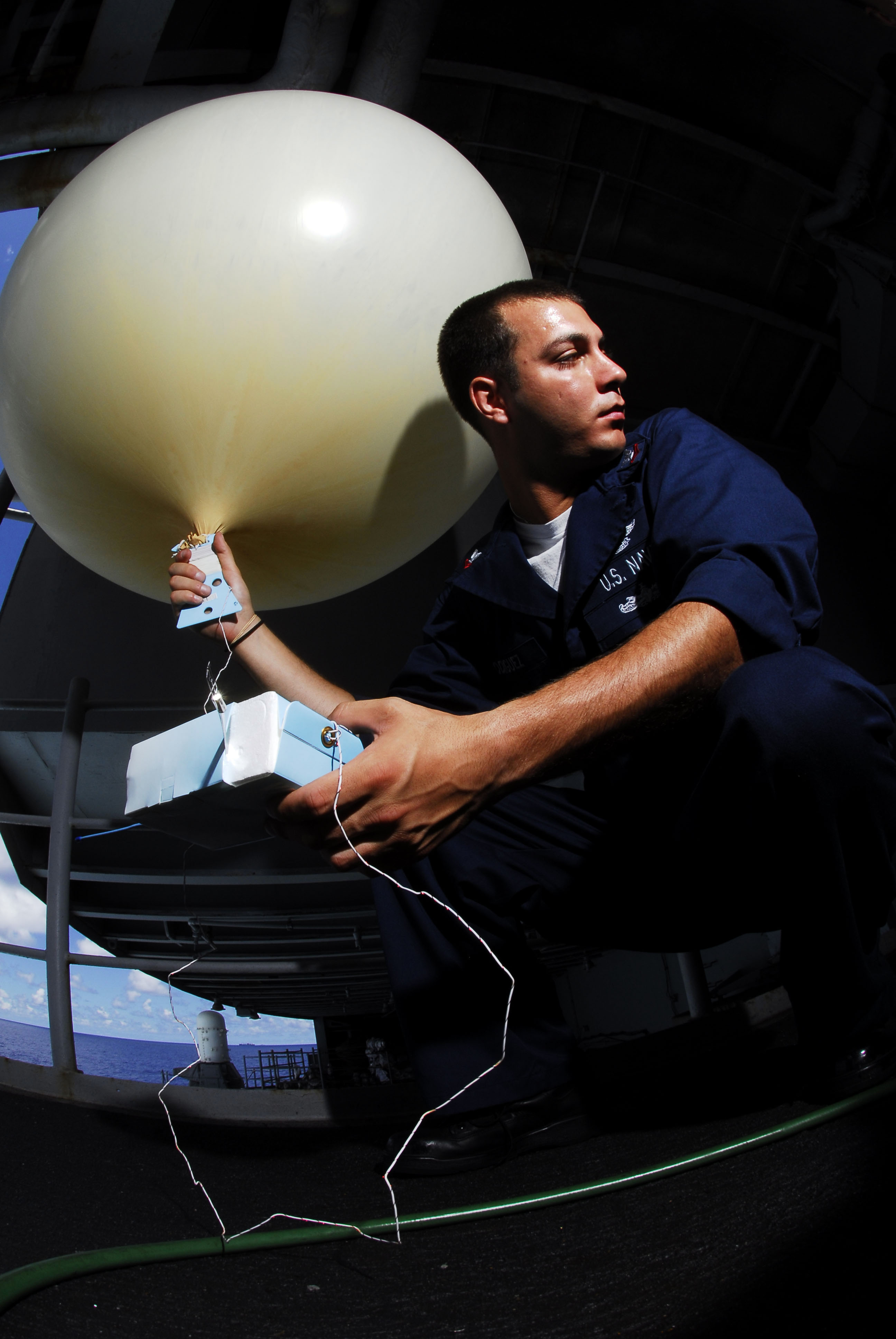
米国の空母 キティーホークからラジオゾンデを放つ準備をする気象担当者
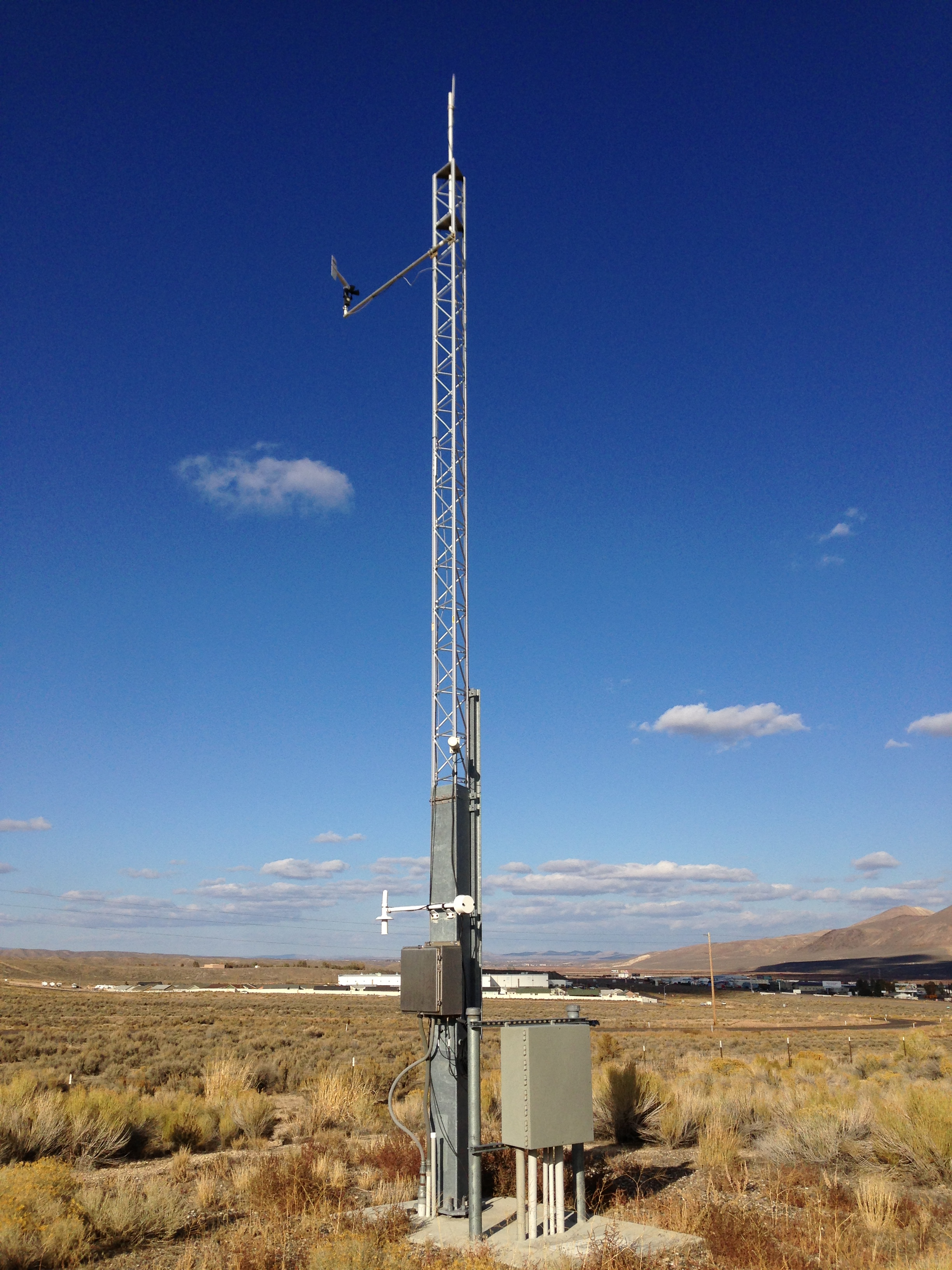
ラジオゾンデからの電波を地上で受信するためのアンテナの一例（米国）
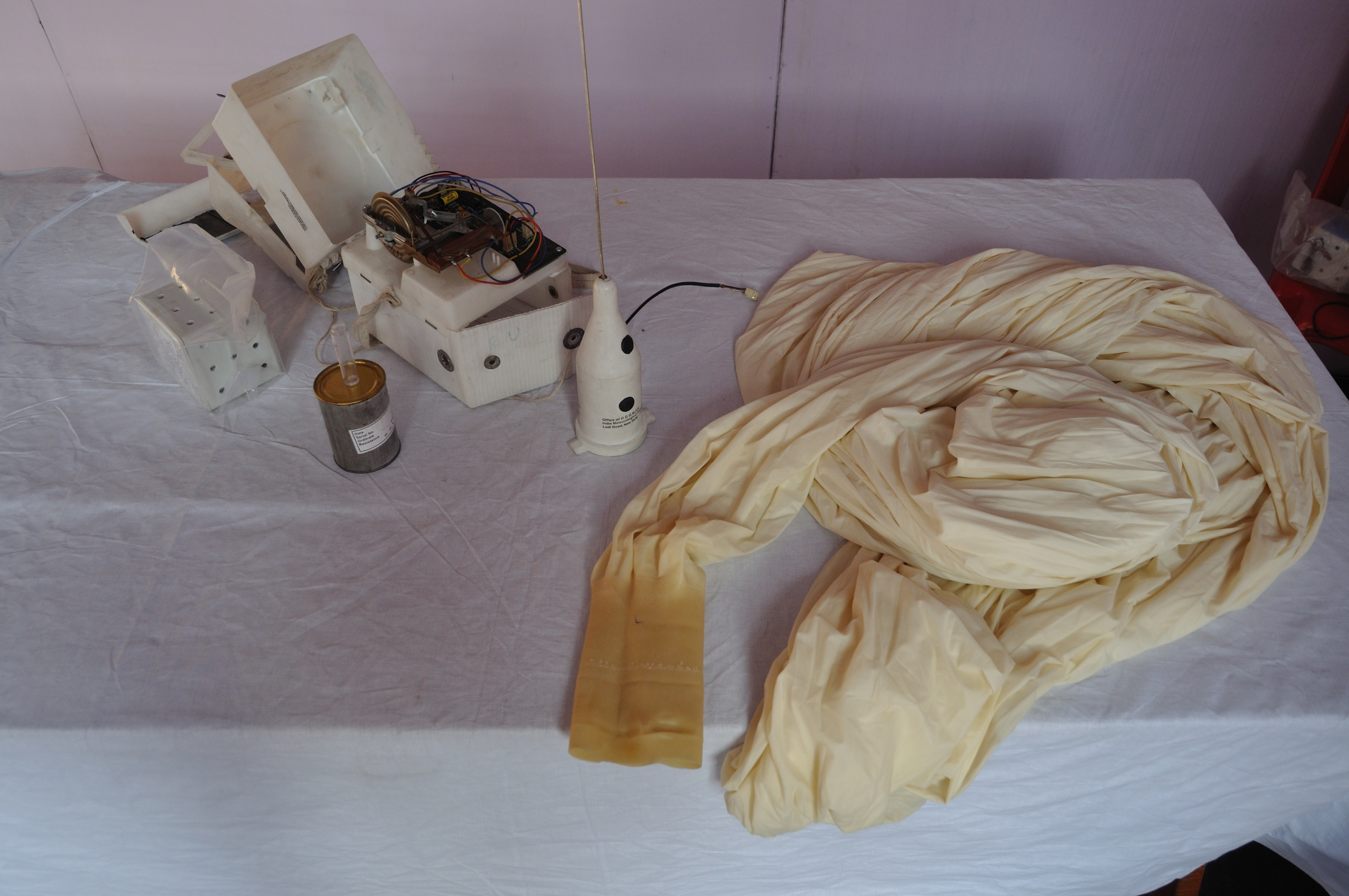
降下後のラジオゾンデ

### 日本
日本では、全国16箇所の気象台・測候所、航空自衛隊、陸上自衛隊、大学などの研究機関、日本気象協会などが観測を実施している。気象台・測候所では、通常1日に2回（8時30分・20時30分）飛ばしている。台風接近時などは1日に最大4回飛ばすことがある。海上保安庁では船舶から飛ばしているが、航空機から投下することもある。
高層観測のためにゾンデを放球する場合、定時観測では年に1-2回、航空路誌（AIP：Aeronautical Information Publication）で告知するほか、臨時観測する場合、放球数時間前に航空当局に対して「高層観測を行うためのゾンデ放球を行う」旨の告知を行い、ノータムを流してもらうことになっている。
日本から飛ばした場合、多くは偏西風に乗って太平洋上へ落下するが、季節や時間帯、地理的な影響や気象条件などにより、陸地に落下する場合もある（ただし陸地に落下することが予想される場合は、パラシュートを取り付けて飛ばしている）。過去には、八丈島測候所から飛揚されたラジオゾンデが、通常通り上空まで上昇後、再び、八丈島に落下したという事例がある。陸地に落下する場合、多くは山中に落下しているとされているが、市街地に落下し民家の屋根に引っかかることもあるほか、2022年6月14日には福岡管区気象台が飛揚したラジオゾンデが山口県の小野田駅構内に落下し、架線に引っかかったため同駅を発着する小野田線の運行に影響が出たという事例が発生した。
陸上自衛隊では砲撃前の気象観測にラジオゾンデを利用する気象測定装置 JMMQ-M5を保有している。

## 分類・種類
レーウィンゾンデ（rawinsonde）
気圧、気温や湿度の他に風向・風速を測定する機能も持つ観測機器を特に区別する呼び方、分類法。
エコーゾンデ
測風精度をレーウィンゾンデより向上させるため、ゾンデに無線の受送信機能を持たせたトランスポンダを装備し、地上設備のパルス送信機の電波をゾンデが受信後、応答電波を発し、送受信の所要時間から直線距離を計測する装置
GPSゾンデ
ゾンデが気象データのほか自機のGPS情報をGPS衛星から取得してDGPS（相対測位方式）により誤差数m程度まで補正して、その3次元の位置情報を地上に送信し、気象データとともに高度や風向・風速を観測するもの。GPSゾンデは小型軽量化が著しくまた測風観測に必要な地上の方向探知器システムが不要になることから、近年はレーウィンゾンデに代わって主流になりつつある。18,000 m (59,000 ft)以上の高度では、GPSのジャーゴンでCOCOM制限（対共産圏輸出統制委員会（COCOM）からの連想）と呼ばれている制限のために大陸間弾道ミサイルのような用途での利用を防ぐために大半のGPSモジュールは使用できないが、中国Quectel社製のGPSモジュールはballoon modeとして高度80kmまでサポートするなど、高高度気球に使えるモジュールもいくつか存在する。専用チップを用いずソフトウェア無線、FPGAやオープンソースのプログラムを用いる機器も製作・販売されており、これらの機器を使用することでも規制を回避できる。例として、GNSS-SDRやRTKLIBといったオープンソース・ソフトウェアがあり、地デジ用USBチューナを使って取得したGPS信号をパソコン上で解析して測位することさえ可能である。
放射能ゾンデ
上空の放射線量を計測するもの。
オゾンゾンデ
オゾン濃度を計測するもの。
エアロゾルゾンデ
塵などのエアロゾルを計測するもの。
電気ゾンデ
空中の電位差を計測するもの。
なお、通常レーウィンゾンデで観測できる測定量以外の量を観測する機能を持つゾンデは、総称して特殊ゾンデという。

## 歴史

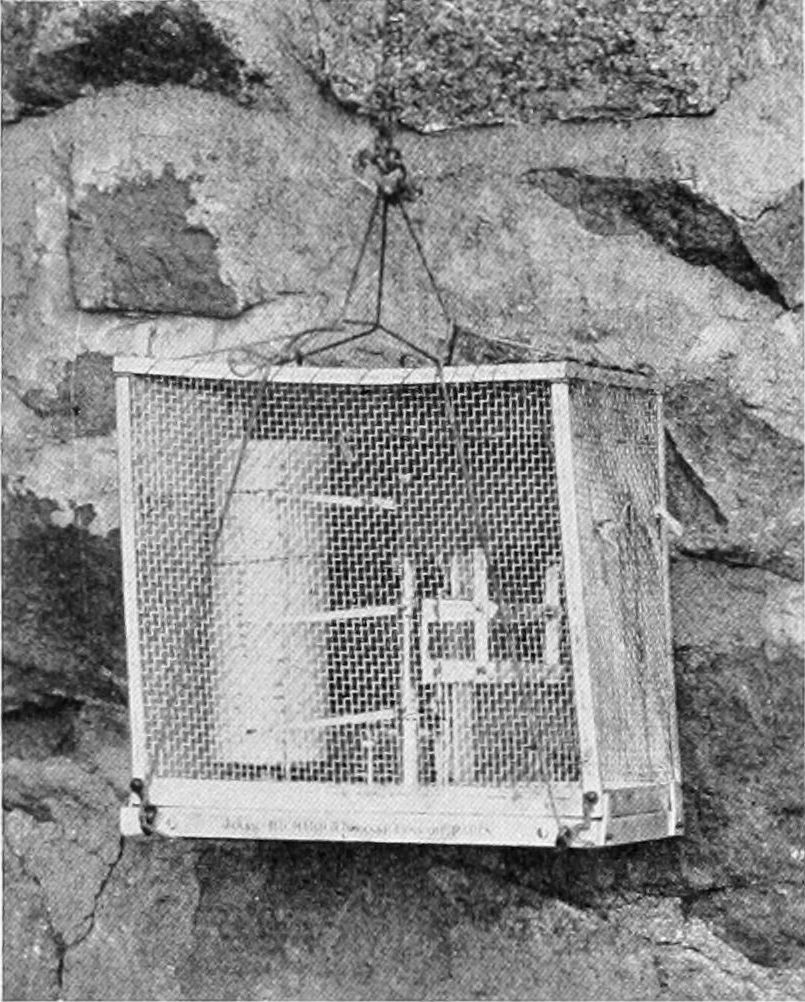
（まだ電波でデータを送信するものではないが）米国で気球につけて飛ばされた観測装置（1898年）

### 前史
気象学において、地上気象観測と同じように重要な位置を占める観測が高層気象観測である。これからわかった高層気象の規則性は大気力学の発展を後押しし、数値予報の発達などにも大きな影響を与えた。現在においても、高層天気図は天気予報に必須となっている。
18世紀末の気球の発明の後、しばらくは上層大気の探検的な意味合いで気球が使われて発達した。気球を使った高層気象観測では、当初気球観測には人が乗って結果を記録・確認する必要があった。そのため気球観測用のゴンドラは「若い気象学者を育てるゆりかご」といわれた時代もあった。 
当時高空で人間に安定して酸素を供給するのは簡単ではなく、重い人間を乗せる気球の浮揚力と人間の安全性を考慮すると、高度10km程度が有人気球が上れる限界と考えられた。1862年にイギリスの気象学者ジェームズ・グレーシャーは、初めて高度約12kmまで気球で上がったが、その時の観測は命がけとなった。下降するために水素を放出するガスバルブを開ける曳索が絡まったまま気球が上昇し続けたため、彼は酸素不足で意識を失い、相棒の操縦士が寒さで動かなくなった腕の代わりに歯でバルブの曳索を引いてバルブを開け、辛うじて降下することができた。
そういった命に関わる危険性があったため、軽くて手軽な自記測定器が発明されると、軽い無人気球による観測が主流となった。しかし、自記測定器は強い日射や低温の影響など気球観測ならではの特殊な環境のため、常に正しく動作・観測するとは限らなかった。そのため、安全性やコストからはなるべく無人気球による観測を行うが、測定の信頼性の確認は有人気球で行うことも19世紀末まで残った。
20世紀に入ると、高層気象観測はゴム製の気球と信頼性の高い自記測定器によって、専ら無人気球で行われるようになった。それでも観測結果を得るためには、住民らの協力によって自記測定器を回収する必要があった。しかし1930年前後のラジオゾンデの発明により、回収の必要がなくなり、観測と同時にリアルタイムで結果がわかるようになった。
（無線を用いたがラジオゾンデとは言い難いものとしては）1924年、米軍のen:Signal Corps（通信隊）のウィリアム・ブレア大佐は、無線回路の温度依存性を利用した素朴な実験を行った。

### 歴史
真にラジオゾンデと言えるもの、つまり正確なデータを観測し電波で送信した最初のものは、1929年にフランス人ロベール・ビュローによって発明されたものであり、1929年1月7日に最初の観測が行われた。このビュローが「ラジオゾンデ」という造語も行った。1930年には、ソビエト連邦のパーヴェル・モルチャノフは、ビューローらとは独立に気温と気圧を測定するラジオゾンデを開発して高度10kmまで測定を行った。モルチャノフのゾンデは簡便な機構とモールス符号を使った信号により扱いやすいため、直ちに標準的な方式となり、世界へと広まった。
- 飛ばす直前（ワシントン・ナショナル空港内U.S. Weather Bureau station、1943年。）
- 飛ばす（ワシントン・ナショナル空港内U.S. Weather Bureau station、1943年。）
- ラジオゾンデからの信号の受信。（ワシントン・ナショナル空港内U.S. Weather Bureau station、1943年。)

## 規制法規
ラジオゾンデは無線局の一種にあたり、各国の電波関連法規の規制を受ける。

### 日本
総務省令電波法施行規則第2条第1項第42号に「航空機、自由気球、たこ又は落下傘に通常装置する気象援助業務用の自動送信設備であって、気象資料を送信するもの」と定義される。気象援助局の一種で免許を要するが操作に無線従事者は不要である。同規則第13条の3の2に電波型式、周波数、空中線電力を規定しており、上記の周波数はこの条文にあるもので、2009年（平成21年）にデジタル化された時点のものである。適合表示無線設備でなければならず技適マークの表示が必須である。
- 従前は電波型式がアナログ方式、周波数が404.5MHzおよび1600MHz帯の3波、空中線電力1W以下で、無線機器型式検定規則による検定に合格した検定合格機器で検定マーク[16]の表示が必須であった。免許の有効期限は2019年（令和元年）6月25日[17]であり、すでに廃止されている。